# Delma fraseri
Delma fraseri là một loài thằn lằn trong họ Pygopodidae. Loài này được Gray mô tả khoa học đầu tiên năm 1831.